# جایزه ابن سینا

مدال طلا برای جایزه ابن سینا

جایزه ابن سینا برای اخلاق در دانش هر دو سال یک بار به برندگان در اخلاق و دانش می‌رسد. دهندهٔ جایزه یونسکو است.
جایزه شامل یک مدال طلا، تایید نامه، ده هزار دلار و دیدار یک هفته‌ایی آکادمیک از ایران می‌باشد

## برندگان
- ۲۰۰۴ Margaret Somerville, کانادا
- ۲۰۰۶ Abdallah Daar, کانادا
- ۲۰۱۰ Renzong Qiu, چین
- ۲۰۱۵ Zabta Khan Shinwari, پاکستان
- ۲۰۱۹ Donald A Brown ایالات متحده آمریکا